# Пам'ятна медаль за війну 1864 року проти Данії
Пам'ятна медаль за війну 1864 року проти Данії (нім. Erinnerungs-Medaille an den Feldzug 1864 gegen Danemark) — спільна військова нагорода Австро-Угорщини та Пруссії заснована на честь перемоги над Данією у Данській війні.

## Історія
Після перемоги над Данією австрійський імператор Франц Йосиф I та прусський король Вільгельм I прийняли рішення про випуск спільної пам'ятної медалі.
Оскільки протягом війни переможцям дісталась велика кількість трофейної зброї, медалі вирішили штампувати з данської гарматної бронзи. Франц Йосиф підписав наказ про затвердження медалі
10 листопада 1864 року, її статут на наступний день. Нова нагорода отримала офіційну назву «Пам'ятна медаль за війну 1864 року проти Данії». 

Згідно з пруськими традиціями нагорода вручалась цивільним особам також, але австрійці вручали її тільки військовим.

## Опис

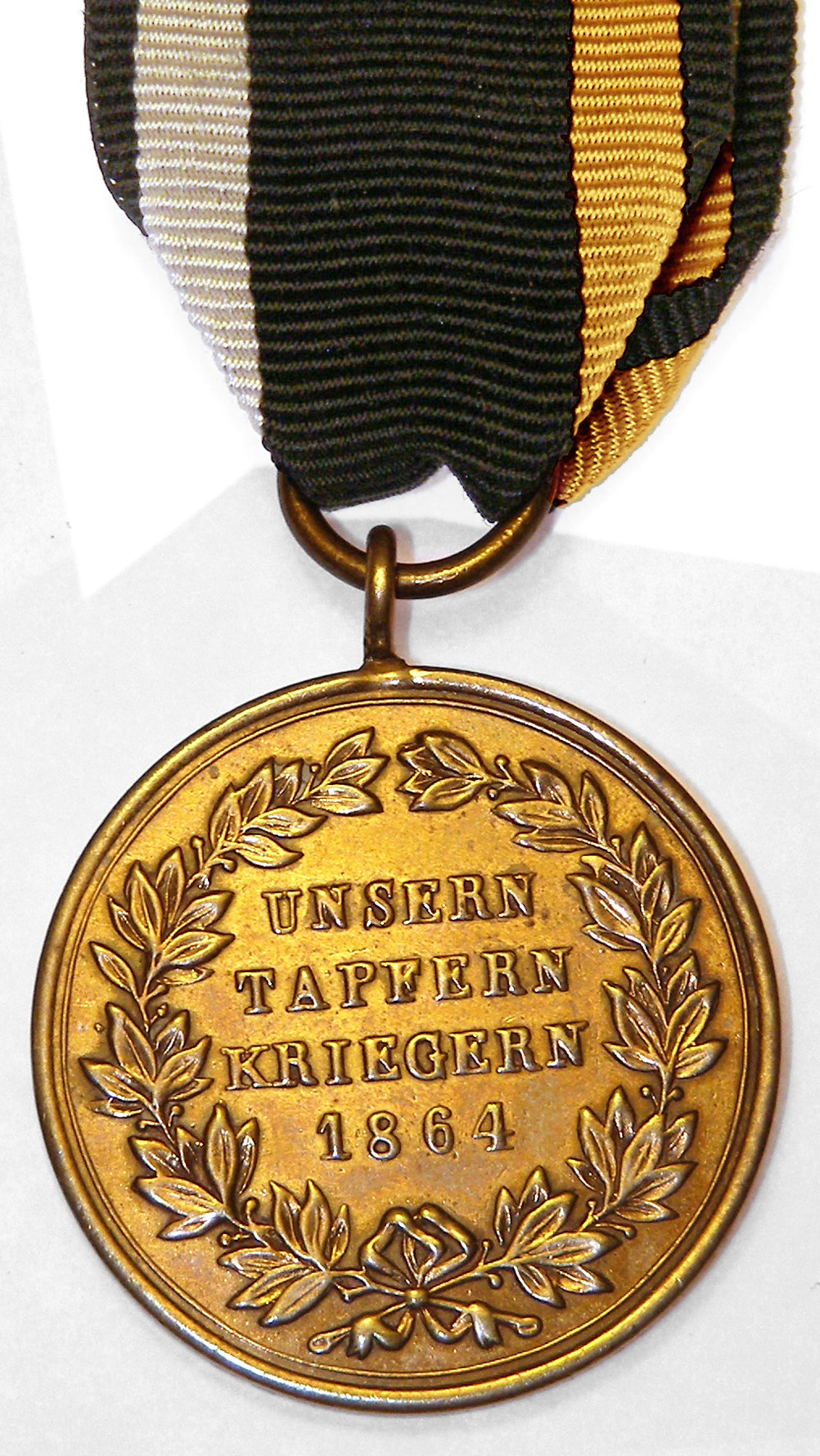
Зворотна сторона медалі

Медаль має вигляд правильного кола діаметром 29 мм виготовленого з бронзи. На аверсі зображені короновані вензелі обох монархів, на австрійських медалях першим був вензель «FJ» (Franz Joseph I), а на пруських — «W» (Wilhelm I). 

На реверсі розміщується напис німецькою мовою у чотири рядки «UNSERN TAPFEREN KRIEGERN 1864» (Нашим хоробрим бійцям 1864 року) в оточенні
двох лаврових гілок перев'язаних знизу стрічкою. 

На гурт медалі наносився напис AUS EROBERTEM GESCHUETZ (З захоплених гармат). 

Австрійці носили медалі на стандартній трикутній колодці з 40 мм стрічки, кольори якої означали три спільні державні кольори: жовтий, чорний та білий. Прусаки використовували свою, пряму, колодку меншої ширини, причому білим кольором зліва.